# Zistrosengewächse
Die Zistrosengewächse (Cistaceae), historisch auch Cistrosengewächse sind eine Familie in der Ordnung der Malvenartigen (Malvales) innerhalb der Bedecktsamigen Pflanzen.

## Beschreibung

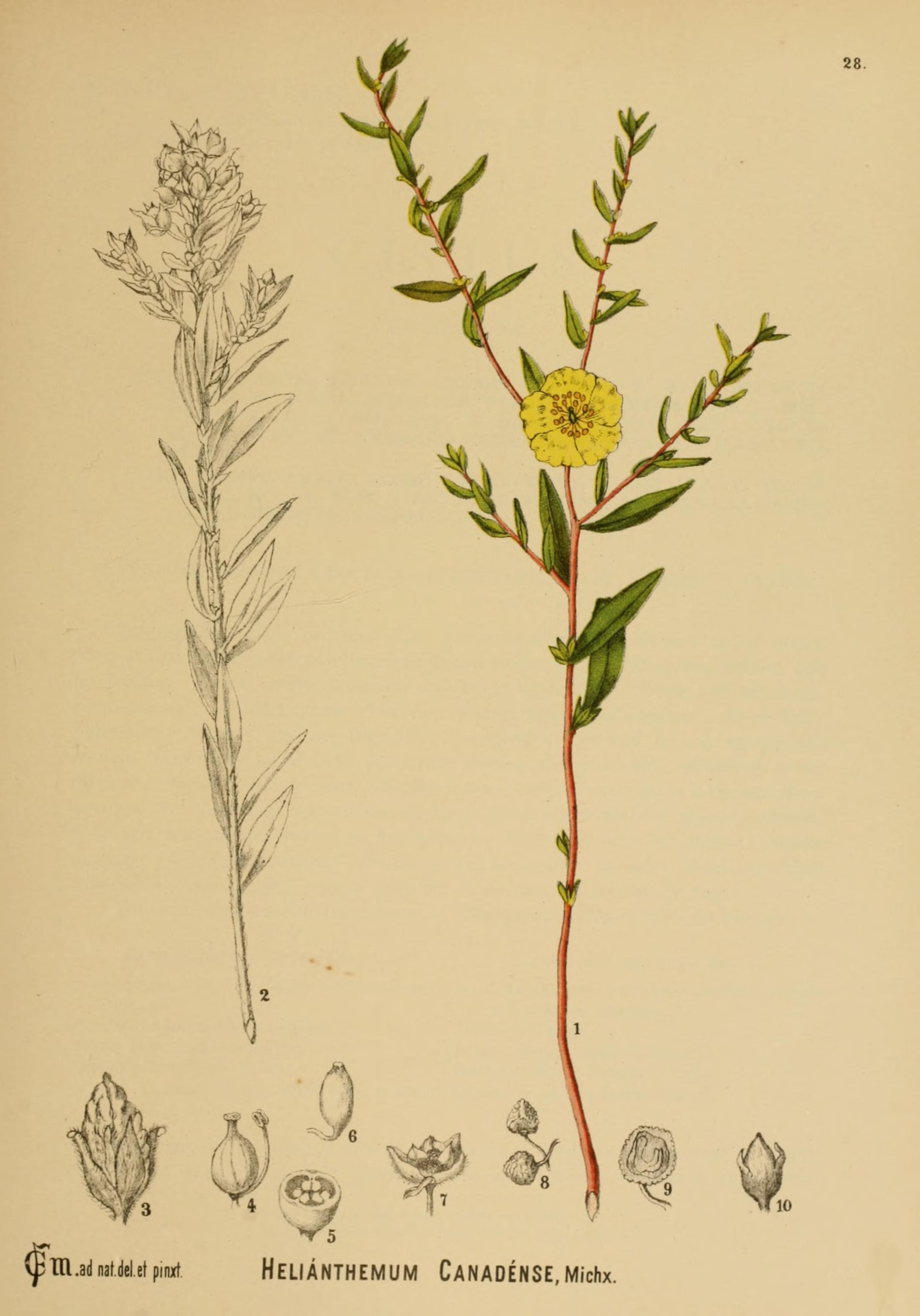
Illustration von Crocanthemum canadense aus American medicinal plants; an illustrated and descriptive guide to the American plants used as homopathic remedies- their history, preparation, chemistry and physiological effects, 1887

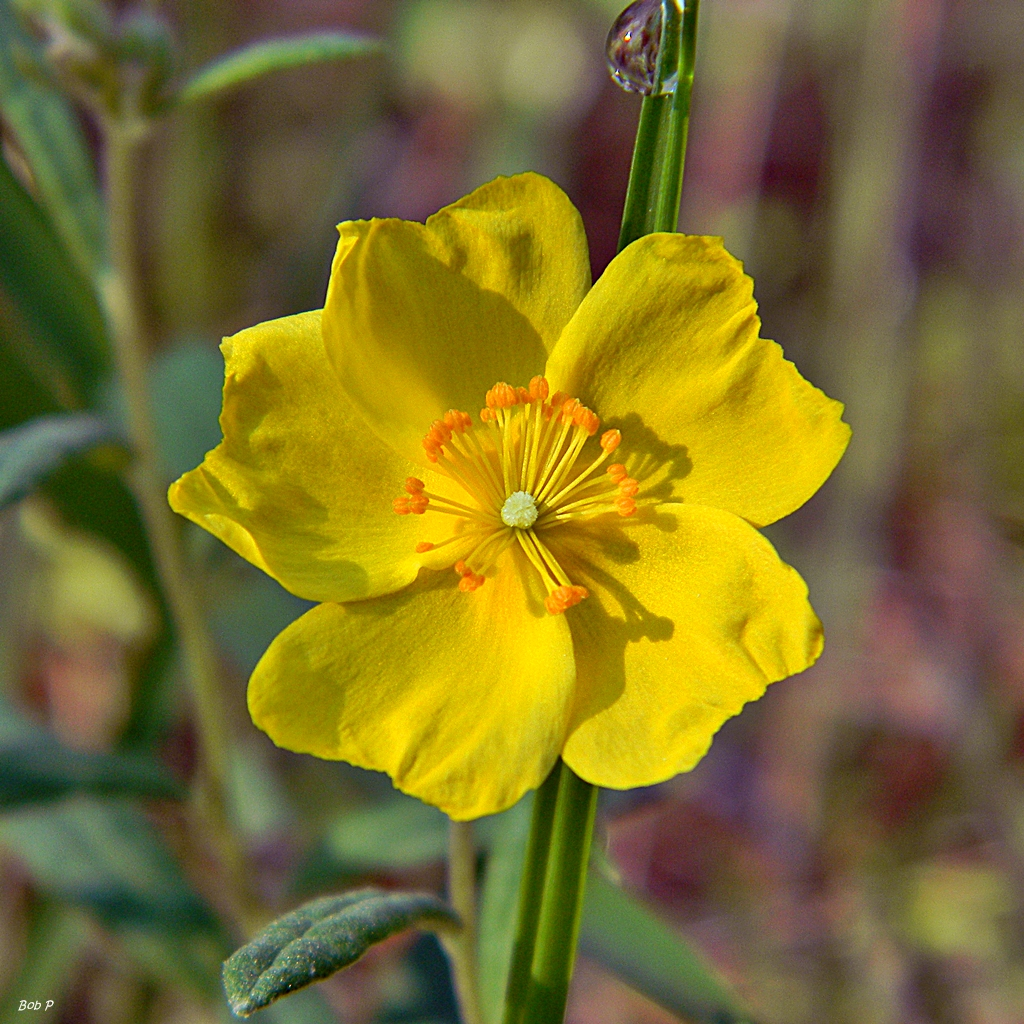
Radiärsymmetrische Blüte von Crocanthemum corymbosum

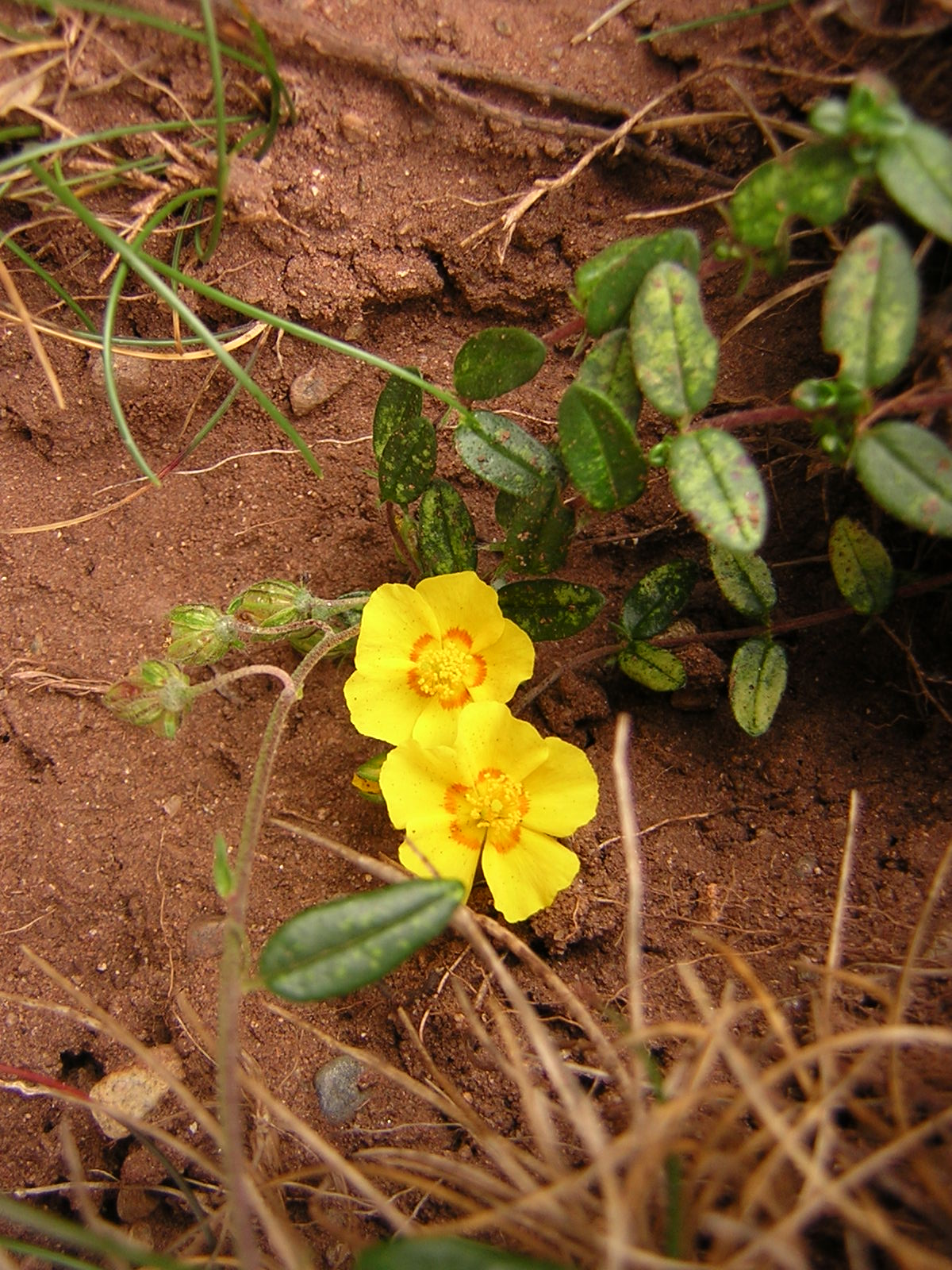
Gelbes Sonnenröschen (Helianthemum nummularium)

### Vegetative Merkmale
Es handelt sich um meist kleine Sträucher, Halbsträucher, einjährige bis ausdauernde krautige Pflanzen. Oft haben sie einen aromatischen Geruch.
Die meist gegenständig, manchmal wechselständig oder in Quirlen angeordneten Laubblätter können sitzend oder gestielt sein. Die einfachen Blattspreiten können krautig oder lederig sein. Es gibt Arten, bei denen die Blätter teilweise oder vollständig reduziert sind.

### Generative Merkmale
Die Blüten stehen einzeln oder in zymösen Blütenständen. Die am häufigsten vorkommende Blütenfarbe ist gelb (Halimium, Tuberaria, Fumana, Helianthemum, Crocanthemum, Hudsonia) gefolgt von rosaroten oder rötlichen Tönen (Cistus, Helianthemum) und weißen Blüten (Cistus, Halimium, Helianthemum). Rötlich-bräunliche Blütenfarben haben die Lechea-Arten. Die Kombination von gelber Blütenfarbe und rötlichen Basalflecken haben die Gattungen Halimium und Tuberaria, bei Helianthemum sind orangefarbene Basalflecken vorhanden.
Die zwittrigen Blüten sind radiärsymmetrisch und meist fünfzähligen mit doppelter Blütenhülle (Perianth). Kelchblätter gibt es fünf oder drei; wenn fünf Kelchblätter vorhanden sind, dann sind die äußeren zwei deutlich kleiner. Die kurzlebigen, freien, stets recht auffallend gefärbten Kronblätter können sehr groß sein und sehen oft zerknittert aus.
Von den meist zahlreichen (selten nur drei, oft bis zu 100) Staubblättern reifen bei den Zistrosengewächsen zunächst die inneren (zentrifugal), was relativ ungewöhnlich ist. Bei vielen Arten verdecken die Staubbeutel die Narbe, und krümmen sich bei einer Berührung nach außen (sensitive Staubgefäße), so dass die Narbe freigegeben wird. Fruchtblätter sind je Blüte drei oder fünf bis zehn vorhanden, sie sind verwachsen zu einem oberständigen Fruchtknoten. Es ist ein Griffel und eine Narbe vorhanden.
Es werden Kapselfrüchte mit eiweißhaltigen Samen gebildet.

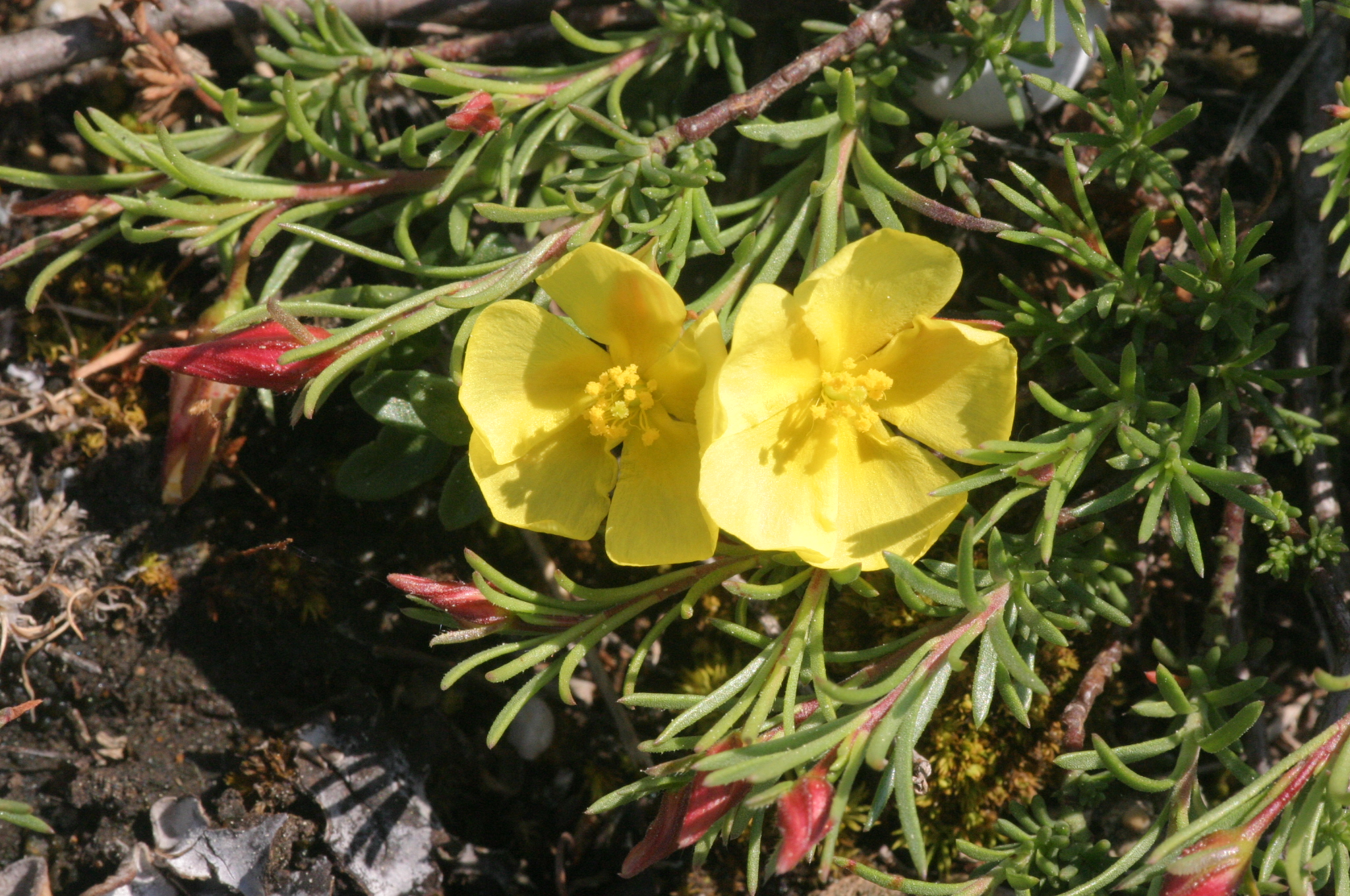
Gewöhnliches Nadelröschen (Fumana procumbens)

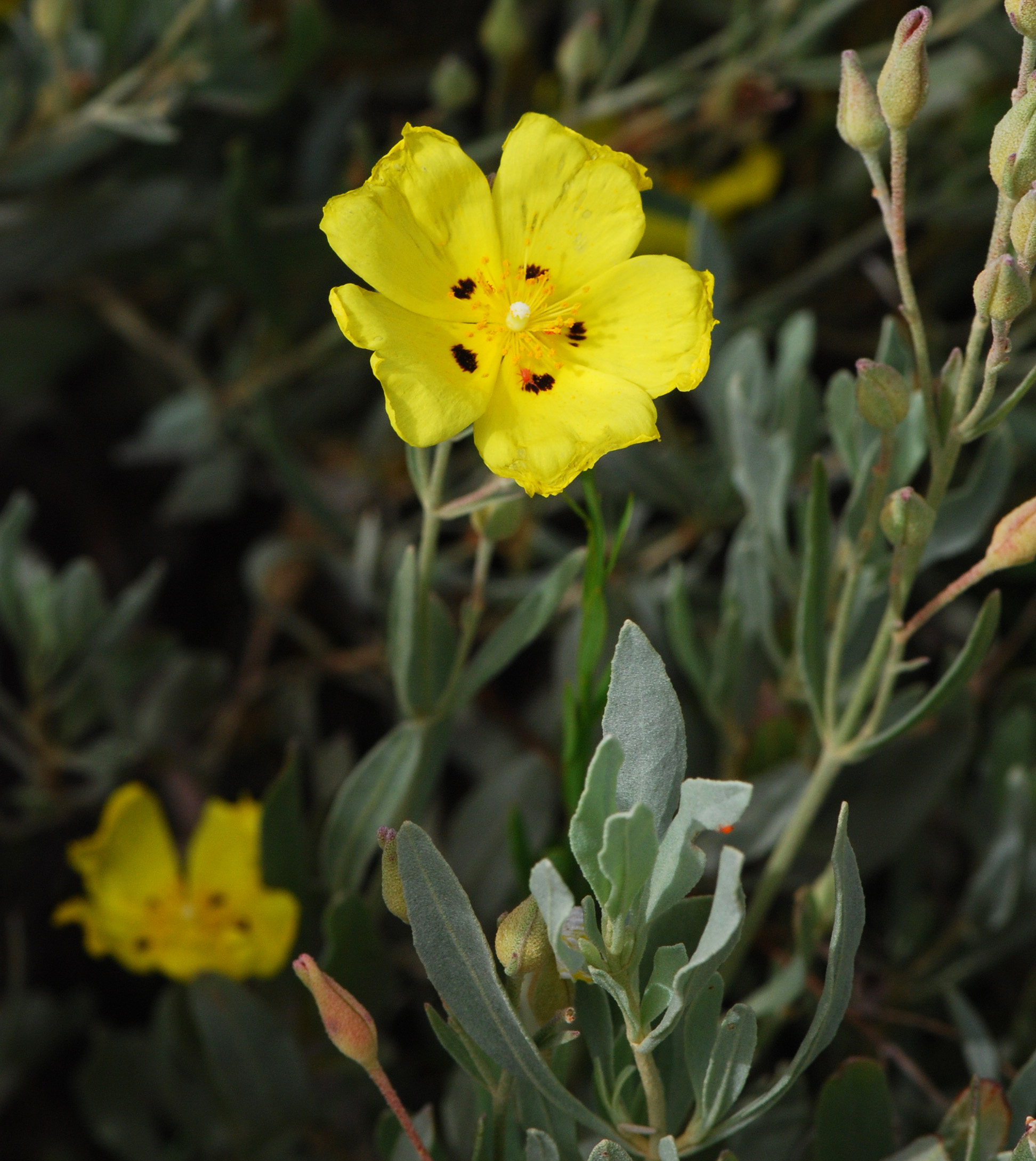
Halimium halimifolium

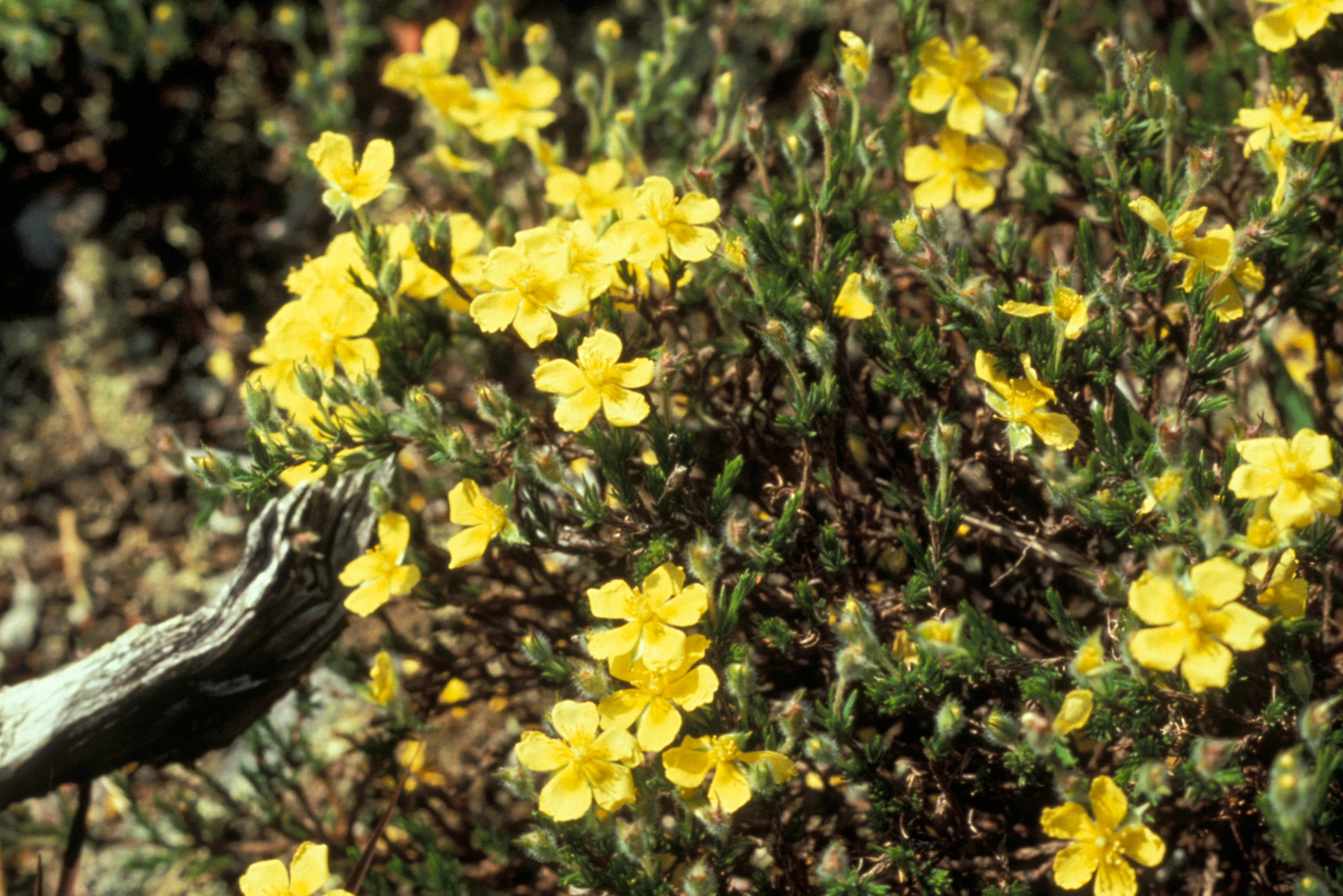
Hudsonia ericoides subsp. montana

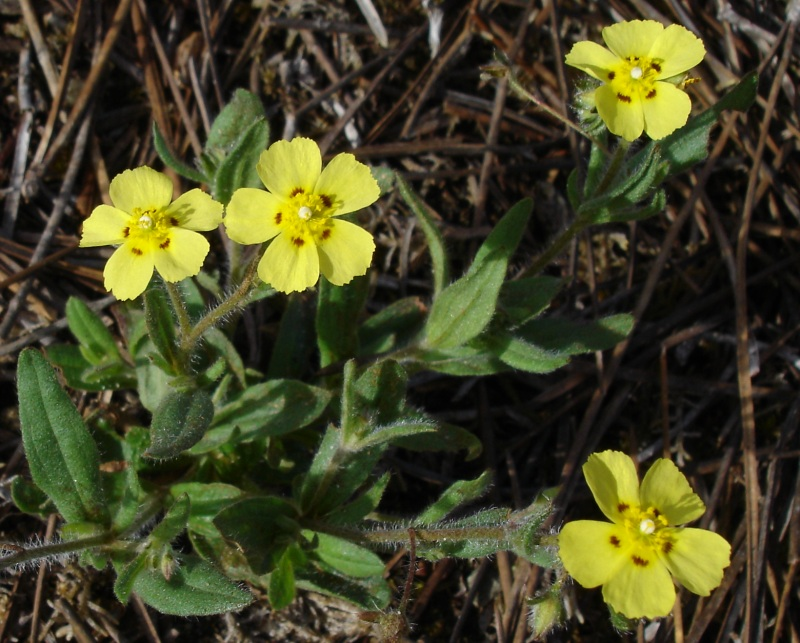
Geflecktes Sandröschen (Tuberaria guttata)

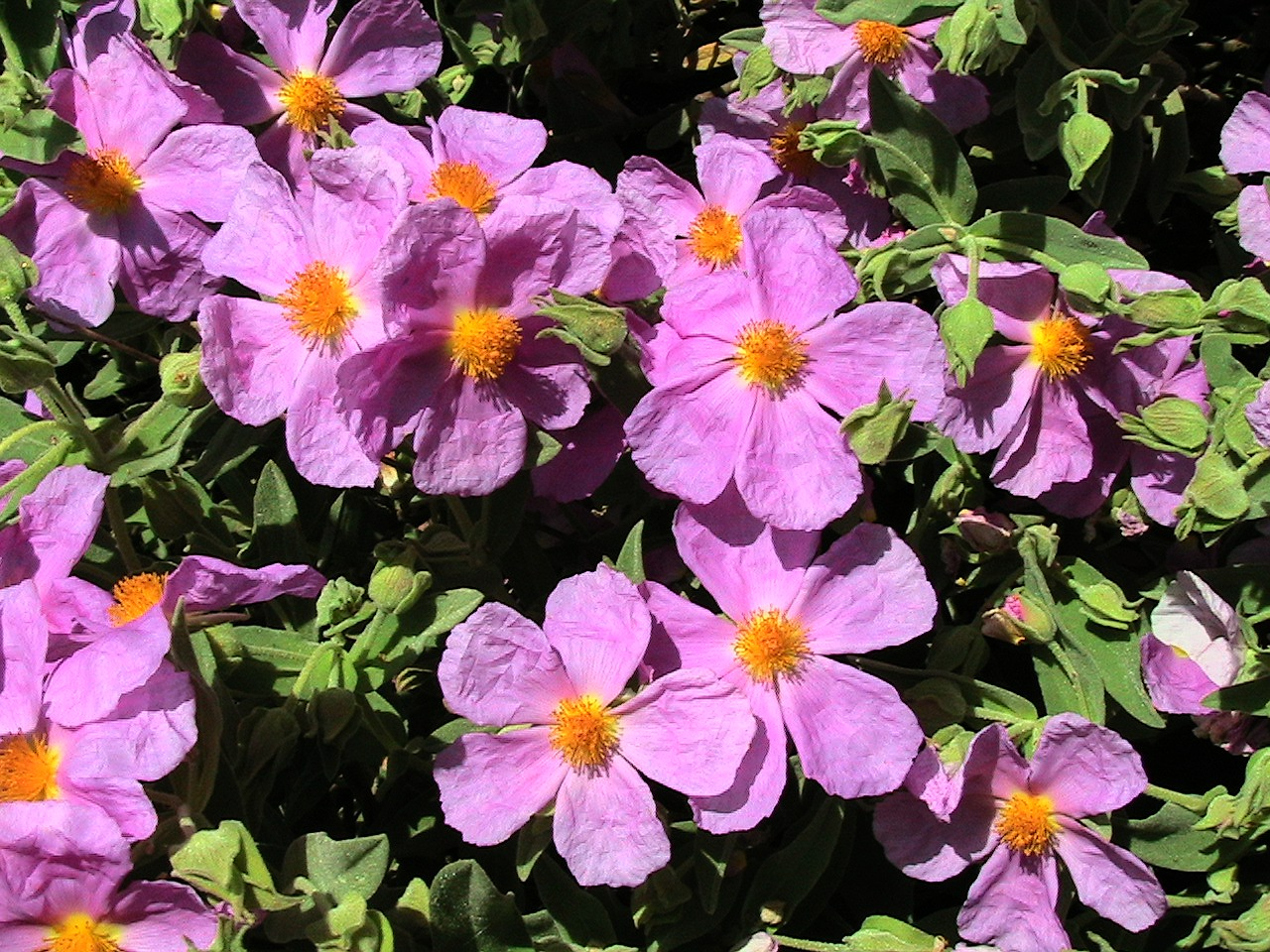
Weißliche Zistrose (Cistus albidus)

## Ökologie
Einige Arten sind Xerophyten, Therophyten (ephemere Pflanzen) und/oder Pyrophyten. Viele Arten sind Pyrophyten und haben somit nach Bränden reproduktive Vorteile. Pilz-Symbiosen (Ektomykorrhiza) im Wurzelsystem fast aller Zistrosengewächse sind durch eine bessere Nährstoff- und Wasserversorgung ebenfalls ein Konkurrenz-Vorteil. Nachgewiesen wurden diese Symbiosen bisher bei den Gattungen Halimium, Cistus, Tuberaria, Helianthemum, Fumana, Crocanthemum, Lechea, Hudsonia und Pakaraimaea. Somit sind Ektomykorrhiza bei allen Zistrosengewächsen typisch und ein wichtiges Merkmal dieser Familie.
Als Schutz vor Austrocknung sind viele Arten behaart, wobei ganz unterschiedliche Formen der Behaarung vorkommen, aber meistens sind sie sternförmig. Weitere Schutzmechanismen sind das Einrollen oder Abwerfen der Blätter, oder die Bildung von wasserspeichernden Rhizomen.

## Standorte
Die Arten der Cistaceae gedeihen meist an trockenen, sonnigen Standorten sowohl in gemäßigten als auch subtropischen Gebieten. Die altweltlichen Gattungen bilden einen wichtigen Bestandteil der subtropischen Hartlaubvegetation des Mittelmeerraumes und der kanarischen Kiefernwälder. So sind beispielsweise Arten aus der Gattung Cistus Charakterpflanzen der Hartlaubformationen (Maquis, Macchien) und der Strauchheide. Sie bedecken die Bergabhänge häufig meilenweit und beleben die Landschaft durch ihre Blütenpracht. In den gemäßigten Klimagebieten gedeihen sie meist in sonnigen, freien und nährstoffarmen Habitaten. In Nordamerika sind sie beispielsweise in den Pine Barrens, Prärien und eher sandigen, steinigen, steppenartigen oder küstennahen Habitaten beheimatet.

## Systematik
Die Familie Cistaceae wurde 1789 durch Antoine Laurent de Jussieu in Genera Plantarum, S. 294 aufgestellt. Ein Synonym für Cistaceae Juss. nom. cons. ist Helianthemaceae G.Meyer. Ein veralteter deutscher Familienname für die Zistrosengewächse ist „Sonnenröschenfamilie“.
Die fünf Gattungen der Alten Welt:
- Zistrosen (Cistus L., Syn.: Halimium (Dunal) Spach, Ladanium Spach, Ladanum Raf., Ledonia Spach, Libanotis Raf., Rhodocistus Spach, Stegitris Raf., Stephanocarpus Spach, Strobon Raf.):[9] Die etwa 25 Arten sind auf den Kanarischen Inseln, im subtropisch-mediterranen Raum und bis zum Südkaukasus und Nahen Osten verbreitet.
- Steinrosen (Halimium (Dunal) Spach):[9] Die etwa zehn Arten sind im Mittelmeerraum verbreitet. (Diese Gattung wird teilweise in die Gattung Cistus eingegliedert, da sie nicht monophyletisch ist!)
- ×Halimiocistus Janch. (= Cistus × Halimium): Gattungshybriden von Zistrosen und Steinrosen.
- Sonnenröschen (Helianthemum Mill., Syn.: Anthelis Raf., Aphananthemum Steud., Atlanthemum Raynaud, Helianthemon St.-Lag., Psistina Raf., Psistus Neck., Rhodax Spach, Taeniostema Spach) auch als Sonnengünsel[10] bezeichnet. (Syn.: Atlanthemum Raynaud): Die 80 bis 100 Arten sind von Europa und Nordafrika bis Zentralasien weitverbreitet (z. B. auch im deutschsprachigen Raum). In der botanischen Literatur herrscht Verwechslungsgefahr mit Crocanthemum, da diese teilweise immer noch unter Helianthemum taxiert werden!
- Nadelröschen (Fumana (Dunal) Spach, Fumanopsis Pomel, Pomelina (Maire) Güemes & Raynaud):[9] Synonym wird auch der Name Heideröschen verwendet.[11] Die etwa zwanzig Arten sind in Europa und Nordafrika verbreitet.
- Sandröschen (Tuberaria (Dunal) Spach, Syn.: Diatelia Demoly, Therocistus Holub, Xolantha Raf., Xolanthes Raf.):[9] Die etwa zwölf Arten sind im Mittelmeerraum, in West- und Mitteleuropa verbreitet.

Die vier Gattungen der Neuen Welt:

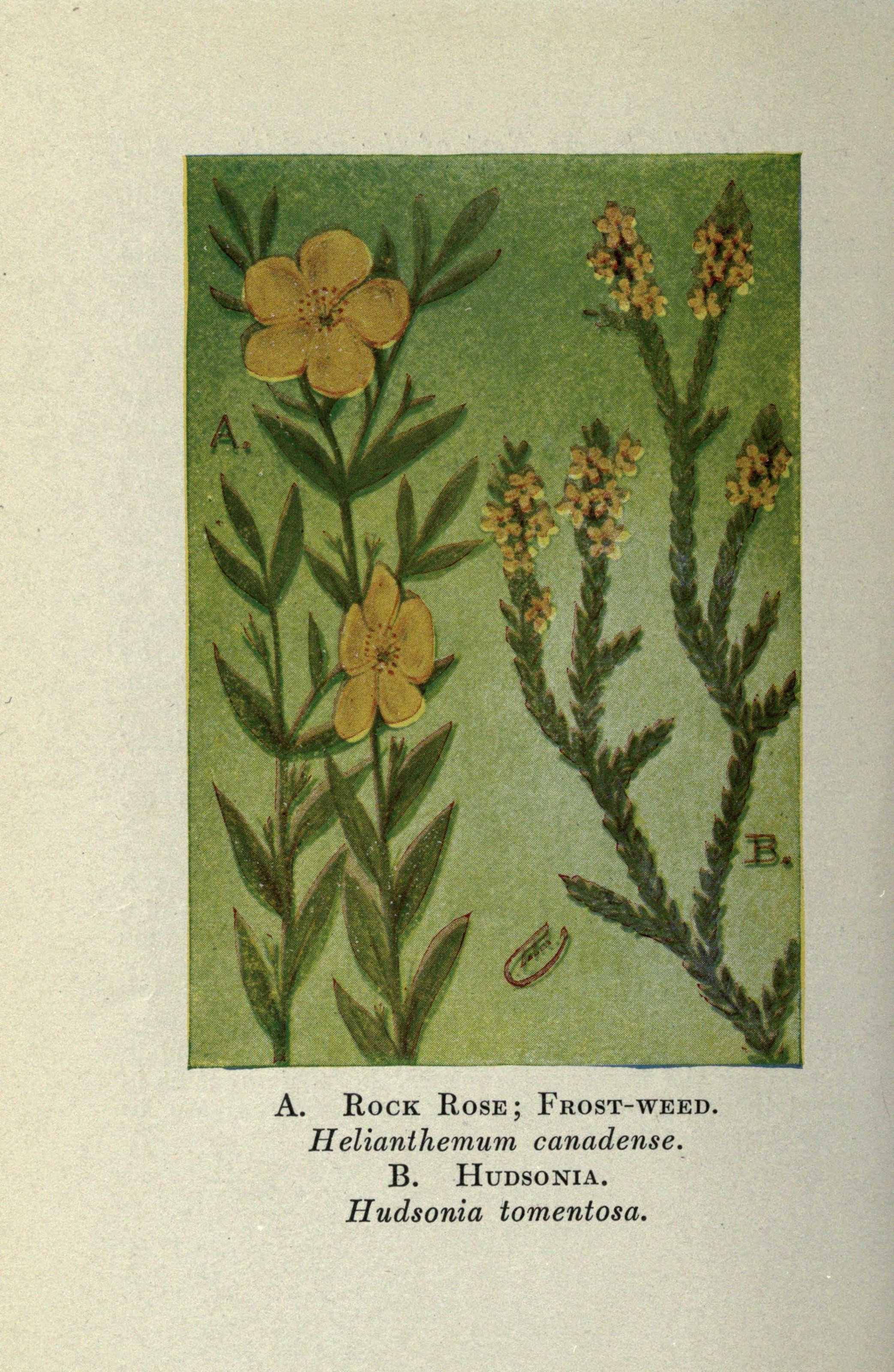
Crocanthemum canadaense und Hudsonia tomentosa

- Frostkräuter (Crocanthemum) Spach:[9] Die etwa 20 Arten sind in der Neuen Welt verbreitet.[12] Die englischsprachige Bezeichnung ist meist „Frostweed“, oft werden sie noch unter Helianthemum gelistet.[13]
- Hudsonia L.:[9] Die englischsprachige Bezeichnung Heather bedeutet „Heidekraut“ und bezieht sich auf die den Heidekräutern (Erica) ähnlich-aussehenden Blattformen. Es gibt nur etwa drei Arten in Nordamerika.
- Lechea Kalm ex L. (Syn.: Gaura Lam., Horanthes Raf., Lechidium Spach):[9] Die englische Bezeichnung Pinweed bezieht sich auf die kleinen stecknadelkopf-förmigen Blüten. Die etwa 18 Arten sind hauptsächlich im östlichen Nordamerika verbreitet.[12]
- Nach der APG IV gehört auch die Gattung Pakaraimaea zur Familie Cistaceae, mit der einzigen Art:[14]
  - Pakaraimaea dipterocarpacea Maguire & P.S.Ashton, einem neotropischen Baum mit Ektomykorrhiza, der im westlichen Hochland von Guyana und angrenzenden Gebieten im venezolanischen Bundesstaat Bolívar vorkommt. Außer der Nominalart gibt es die Unterart Pakaraimaea dipterocarpacea subsp. nitida-[15]

## Verbreitung
Die Areale der meisten Taxa liegen teilweise in den Gemäßigten Breiten der Nordhalbkugel (Lechea, Hudsonia, Crocanthemum, Helianthemum, Tuberaria, Fumana). Die meisten Arten der Familie findet man im Mittelmeerraum einschließlich der Kanarischen Inseln bzw. Balearen. Drei Gattungen (Crocanthemum, Hudsonia, Lechea) findet man auch in Nordamerika und eine monotypische Gattung in kleinen Gebieten Südamerikas (Pakraimaea). Einige mediterrane Arten sind auch als Neophyten in subtropischen Gebieten von Nordamerika, Australien bzw. Neuseeland zu finden.

## Botanische Geschichte
Eine erste umfassende Monographie des englischen Botanikers Robert Sweet mit dem Titel Cistineae teilte die Zistrosengewächse in vier Gattungen Cistus, Helianthemum, Hudsonia und Lechea auf. Die Gattung Cistus mit den beiden Sektionen Erythrocistus und Ledonia. Die Gattung Helianthemum mit neun Sektionen: Halimium (heute eigene Gattung bzw. unter Cistus subsumiert), Lecheoides, Tuberaria, Macularia, Brachypetalum, Eriocarpum, Fumana, Pseudocistus und Euhelianthemum.
Taxonomische Bearbeitungen von Taxa der Familie Cistaceae gibt es beispielsweise von Dunal 1824, Spach 1836, Willkomm 1856, Grosser 1903, Ponzo 1921, Martín Bolaños und Guinea 1949, Arrington und Kubitzki 2003. Nach molekulargenetischen Daten erfolgten wichtige wissenschaftliche Bearbeitungen durch Guzmán und Vargas 2005, Guzmán und Vargas 2008 sowie Guzmán und Vargas 2009.
Noch Ende des 20. Jahrhunderts wurden die Cistaceae in der Klassifikation nach Cronquist in die Ordnung der Veilchenartigen (Violales) eingeteilt.
Die Autoren Beatriz Guzmán und Pablo Vargas gehen in ihren Forschungsergebnisse von 2009 von fünf Hauptsträngen aus: erstens einem frühen Abspaltungszweig der Gattung Fumana, zweitens einer Abspaltung der neuweltlichen Gattung Lechea und drittens die dem Helianthemum-Klade, die wiederum in zwei Schwestergruppen unterteilt wird: Die der beiden neuweltlichen Gattungen Crocanthemum und Hudsonia sowie der altweltlichen Helianthemum-Gruppe. Die vierte Klade wird von der Gattung Tuberaria, die fünfte Klade von den beiden Gattungen Cistus und Halimium gebildet. Ein sechster und wahrscheinlich sehr basaler Zweig wäre die neu dazugekommenen neuweltlichen Gattung Pakaraimaea.
Untersuchungen durch Aparicio et al. 2017 mit Hilfe der Bayessche Statistik galangten zu neuen Ergebnissen hinsichtlich der Systematik der Zistrosengewächse, welche den Ergebnissen von Guzmán und Vargas von 2009 mit den beschriebenen fünf Hauptsträngen widersprechen. Bestätigt wurde die frühe Abspaltung der Lechea- und der Fumana-Hauptkladen. Die Helianthemum-Hauptklade mit Helianthemum, Crocanthemum und Hudsonia ist nicht mehr aufrecht erhaltbar, da es eine weitere frühe Aufspaltung in die altweltliche Helianthemum-Hauptklade gab. Weitere Aufspaltungen sind eine altweltliche Hauptklade mit Cistus, Halimium (nicht monophyletisch !) und Tuberaria und eine neuweltliche Hauptklade mit Crocanthemum und Hudsonia. Da bspw. Crocanthemum chihuahense und Hudsonia tomentosa den gleichen Stamm wie Crocanthemum scoparium haben, ist Crocanthemum nach diesen Ergebnissen keine monophyletische Gattung mehr. Für die neue Helianthemum.Hauptklade ergeben sich drei Kladen, welche die Gliederung in die bisherigen Untergattungen und Sektionen nicht bestätigen. Es wird vorgeschlagen, dass die auch im bisherigen Umfang monophyletische Gattung Helianthemum neu zu gliedern sei.
Die Familie Cistaceae enthält (abzüglich der Nothogattung × Halimiocistus Janchen) neun Gattungen mit etwa 180 Arten (Stand 2009). Allerdings gibt es, je nach Sichtweise der Einordnung in selbstständige Arten bzw. Unterarten abweichende Meinungen, so ging Burkhard Quiringer 1990 von acht Gattungen (in Unkenntnis der Gattung Pakaraimea) und nur 75 Arten aus.

## Fossilien
†Cistinocarpum roemeri, ein Makrofossil aus dem Oligozän Deutschlands, wird als Vorfahre rezenter Zistrosengewächse (Cistaceae) beschrieben. Fossile Pollen von Tuberaria wurden in pliozänen Formationen Deutschlands gefunden.
Otto Warburg formuliert in „Die Pflanzenwelt – 2. Band“: Das Alter der Familie (Cisteaceae) dürfte kaum sehr bedeutend sein, wenngleich eine im Bernstein eingeschlossene, also aus der mittleren Tertiärzeit stammende Kapsel als hierher gehörig gedeutet wird.